# Mary Victoria Hamilton
Lady Mary Victoria Hamilton (Hamilton Palace, London, 1850. december 11. – Budapest, 1922. május 14.) skót és brit nemes, első házassága révén monacói trónörökös hercegné (trónörökösné), de válása miatt nem lett Monaco uralkodó hercegnéje, második házassága révén tolnai grófné, majd (1911-től hercegné) Festetics.

## Élete

### Származása, testvérei
Lady Mary Victoria Hamilton édesapja William Alexander Anthony Archibald Hamilton herceg, édesanyja Mária Amália badeni hercegnő volt, anyai nagyanyja révén III. Napóleon francia császár rokona. A hercegi pár három gyermeke közül Mary Victoria született harmadikként. Testvérei:
- William Douglas-Hamilton, Hamilton 12. hercege, Brandon 9. hercege (Connaught Place, Paddington, 1845. március 12. – Algír, Algéria, 1895. május 16.)
- Charles George Douglas-Hamilton, Selkirk 7. grófja (Connaught Place, Westminster, London, 1847. május 18. – 1886. május 2.)

### Első házassága
1869. szeptember 21-én a Marchais-kastélyban Monacóban férjhez ment Albert monacói herceghez, a későbbi (1889-től) I. Albert uralkodó herceghez. A házasság nem volt boldog, Lady Mary Victoria már az esküvő után néhány hónappal elhagyta Monacót, és a családjánál élt tovább külföldön, főleg Baden-Badenben. Ott hozta világra 1870. július 12-én Lajos nevű fiát, aki később II. Lajos néven Monaco uralkodó hercege lett. Férje csak tíz évvel később ismerhette meg fiát. 1880-ban, kilenc évvel azelőtt, hogy Albert uralkodó lett, házasságukat érvénytelenné nyilvánították.

### Második házassága
Lady Mary Victoria már 30 éves volt, amikor 1880-ban másodszor is férjhez ment. Az ugyancsak 30 éves gróffal, tolnai gróf (majd 1911-től herceg) Festetics Taszilóval lépett házasságra. A házasságot képviselő útján Firenzében 1880. március 8-án, majd Budapesten 1880. június 2-án kötötték meg. A grófi párnak négy gyermeke született:
- Mária Matild Georgina (Baden-Baden, 1881. május 24. – Salzburg, 1953. március 2.), Karl Emil zu Fürstenberg herceg (Prága, 1867. február 16. – Strobl am Wolfgangsee, Ausztria, 1945. február 21.) felesége
- György Tasziló József (Baden-Baden, 1882. szeptember 4. – Keszthely, 1941. augusztus 4.)
- Alexandra Olga Eugénia (Baden-Baden, 1884. március 1. – Bécs, 1963. április 23.), Karl Otto von Windisch-Grätz herceg (Graz, 1871. február 9. – Bécs, 1915. szeptember 15.) felesége
- Karola Friderika Mária (Bécs, 1888. január 17. – Salzburg, 1951. január 21.).

### Halála
Lady Mary Victoria Hamilton 1922. május 14-én halt meg Budapesten. Férje több mint tíz évvel élte őt túl. Halála után külön mauzóleumot építtetett számára Keszthelyen, amely máig őrzi emlékét.

## Külső hivatkozások
- Hamilton hercegi család
- Életrajzi adatok